# Aerosol
|  | Aquest article tracta sobre la suspensío de partícules. Vegeu-ne altres significats a «aerosol (desambiguació)». |

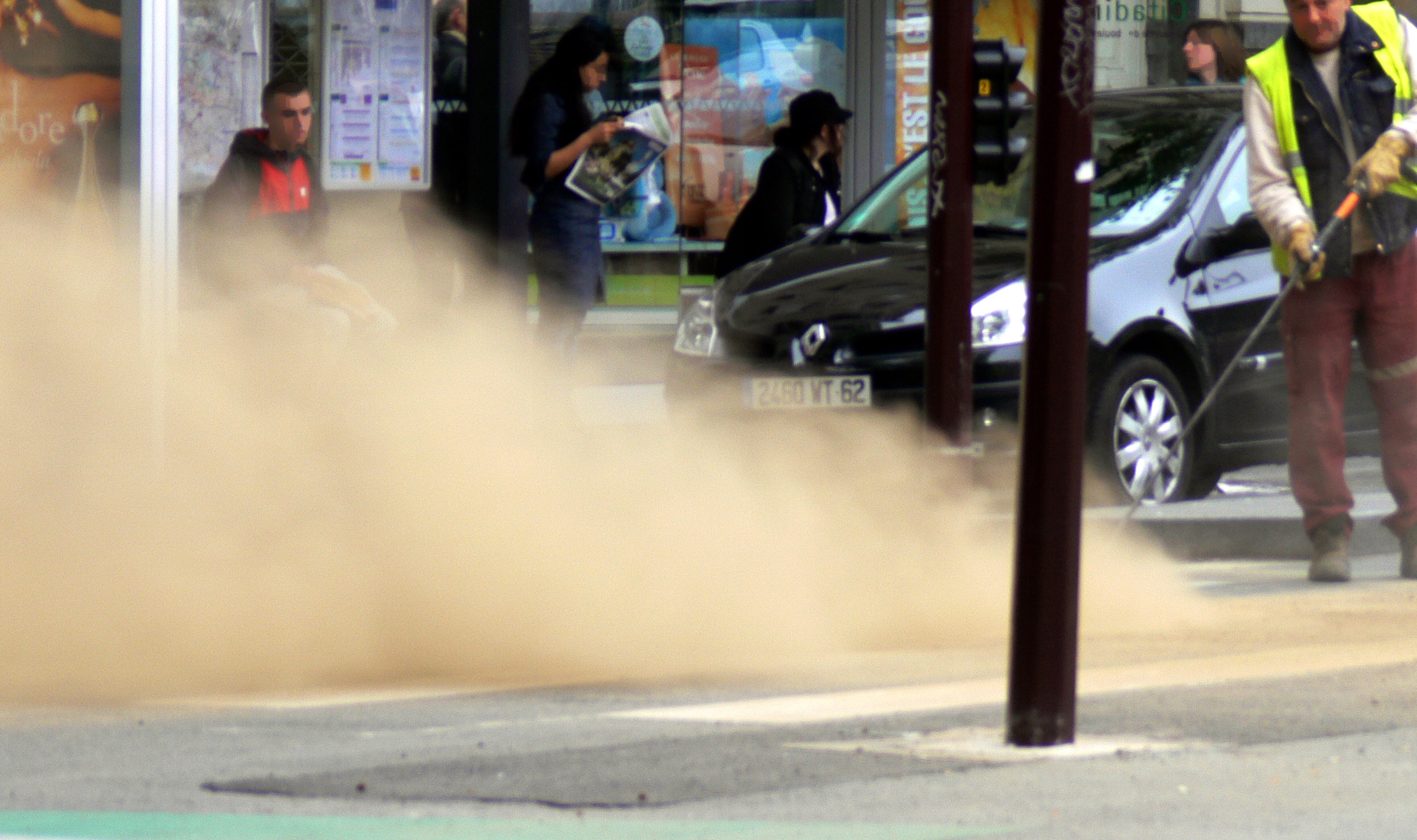
La pols és un exemple d'aerosol

Un aerosol és una suspensió de partícules fines sòlides o líquides en un gas. Els núvols i la contaminació de l'aire, com ara el smog i el fum, són exemples d'aerosols. En l'àmbit quotidià, la paraula aerosol es refereix generalment a la suspensió que surt d'un esprai. Els aerosols tenen moltes aplicacions tecnològiques, en esprais, dispersió dels pesticides, tractament mèdic de les malalties respiratòries i tecnologies de combustió, entre d'altres. La ciència dels aerosols abasta una àmplia gamma de camps, com ara la generació i eliminació d'aerosols, l'aplicació tecnològica d'aquests i els seus efectes sobre el medi ambient i les persones.

## Definicions

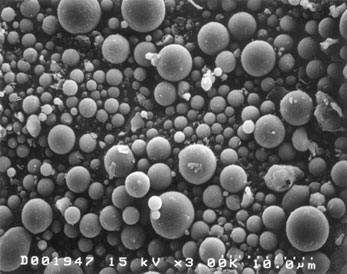
Photomicrograph made with a Scanning Electron Microscope (SEM) Ampliació de les partícules d'aerosol

Un aerosol es defineix com una suspensió de partícules sòlides o líquides en un gas. Això inclou tant les partícules com el gas de la suspensió, que és generalment l'aire.
La paraula aerosol es creu que va ser utilitzada per primera vegada per FG Donnan durant la primera guerra mundial per descriure núvols de partícules microscòpiques en l'aire. Aquest terme és una analogia a una suspensió col·loidal líquida anomenada un hidrosol.
Un aerosol primari conté partícules que s'introdueixen directament en el gas i un aerosol secundaris es forma quan es produeix una conversió de gas a partícula.
Existeixen diverses mesures de la concentració d'un aerosol. El més important en l'àrea de la ciència del medi ambient i la salut és la concentració en massa (M), que es defineix com la massa de matèria particulada per unitat de volum en g/m³. També és comunament usada la concentració de nombre (N), el nombre de partícules per unitat de volum, en partícules/m3 o partícules/cm³.
La grandària de les partícules té una influència important en les seves propietats, i el radi o diàmetre (dp) de la partícula és una propietat clau utilitzada per caracteritzar els aerosols. Si totes les partícules d'un aerosol són de la mateixa grandària l'anomenem monodispers, i aquest tipus d'aerosol es pot produir en el laboratori. La majoria dels aerosols però, són polidispersos, és a dir, tenen una distribució de mides de partícules.
Mentre que les gotes de líquid són gairebé sempre esfèriques, les partícules sòlides tenen una varietat de formes molt àmplia, i per entendre les seves propietats, s'ha d'utilitzar un diàmetre esfèric equivalent. El diàmetre esfèric equivalent és el diàmetre d'una partícula regular que tindria el mateix valor d'alguna propietat física que la partícula irregular real.
El diàmetre de volum equivalent (de) es defineix com el diàmetre d'una esfera que tindria el mateix volum que el de la partícula irregular real. També s'usa comunament el diàmetre aerodinàmic.

## Distribució per mida
Per un aerosol monodispers, un sol número, referit al diàmetre de partícula, és suficient per descriure la mida de les partícules. No obstant, per un aerosol polidispers, no és suficient. Necessitarem emprar la distribució de les partícules, a fi de definir-ne la mida. Això defineix la quantitat relativa de partícules i les ordena per mides.
Una aproximació per definir la distribució de la mida de la partícula és utilitzant una llista de totes les mides de totes les partícules de la mostra en qüestió. Però, aquest mètode està en franc desús, ja que és molt laboriós, i se'n ha desenvolupat un altre. Es tracta de dividir l'interval de mides de partícules complet, en diferents intervals i assignar un nombre de partícules a cada interval.
Per representar-ho s'usen histogrames. Les àrees de les bandes representen la quantitat de partícules en l'interval d'aquestes. Es normalitza dividint el nombre de partícules en l'interval per l'amplada de l'interval i pel nombre total de partícules, fent que l'àrea total sigui igual a 1 i l'àrea de cada banda és igual a la proporció de les partícules en aquell interval de mides. Si l'amplada d'un interval la fem tendir a zero, obtenim la funció de la freqüència:
{\displaystyle df=f(d_{p})\,\mathrm {d} d_{p}}
on
{\displaystyle d_{p}} el diàmetre de les partícules
{\displaystyle \,\mathrm {d} f} la fracció de partícules que tenen diàmetres entre {\displaystyle d_{p}} i {\displaystyle d_{p}} + {\displaystyle \mathrm {d} d_{p}}
{\displaystyle f(d_{p})} la funció de la freqüència
L'àrea entre dos punts a i b referents a mides, compresa sota la corba de freqüències, representa la fracció total de partícules en l'interval d'una determinada mida:
També el podem expressar en termes de densitat total de partícules N:
{\displaystyle dN=N(d_{p})\,\mathrm {d} d_{p}}
Si assumim que les partícules d'aerosol són esfèriques, podem trobar la superfície de l'aerosol per unitat de volum, donada pel segon moment:
i conseqüentment, el tercer moment, dona el volum total de concentració de les partícules:
{\displaystyle S=\pi /2\int _{0}^{\infty }N(d_{p})d_{p}^{2}\,\mathrm {d} d_{p}}
També pot ser útil aproximar la distribució de la mida de partícula usant una funció matemàtica. La distribució normal no és usualment adequada per molts aerosols, ja que tenen una distribució esbiaixada, asimètrica amb una llarga cua consistent de partícules més grans. També per una quantitat que varia dins d'un interval llarg, com passa amb molts aerosols, l'amplada de la distribució arriba a implicar mides de partícula negatives, cosa que és físicament irreal. No obstant, la distribució normal pot ser usada i és útil per alguns grups concrets d'aerosols, siguin els aerosols test o bé determinats tipus de grans i espores.
Una distribució més àmpliament usada és la distribució log-normal, on la freqüència ens ve donada com:
{\displaystyle df={\frac {1}{\sigma {\sqrt {2\pi }}}}e^{-{\frac {(d_{p}-{\bar {d_{p}}})^{2}}{2\sigma ^{2}}}}\mathrm {d} d_{p}}
on tenim que 
{\displaystyle df={\frac {1}{\sigma {\sqrt {2\pi }}}}e^{-{\frac {(d_{p}-{\bar {d_{p}}})^{2}}{2\sigma ^{2}}}}\mathrm {d} d_{p}}
{\displaystyle \sigma } la desviació estàndard de la distribució de mides
{\displaystyle {\bar {d_{p}}}} la mitjana aritmètica de diàmetre
La distribució log-normal no té valors negatius, pot cobrir un gran nombre de valors i s'ajusta a les distribucions de mida observades força bé.
Altres distribucions que poden ser usades per caracteritzar la mida de partícula són:
- La distribució de Rosin-Rammler: aplicada a partícules gruixudes i disperses de pols i esprais
- La distribució de Nukiyama-Tanasawa: Per esprais que tenen intervals de mida molt grans
- La distribució de funció forta: Que s'aplica a aerosols atmosfèrics
- La distribució exponencial: Aplicada a materials en pols
- La distribució de Khrgian-Mazin: Per gotetes en núvols.

## Física

### Velocitat terminal d'una partícula en un fluid
Per valors petits del nombre de Reynolds (<1), que es compleix per la majoria de fluxos d'aerosols, la llei de Stokes descriu la força de resistència d'una partícula sòlida esfèrica en un fluid. Tot i així, la llei de Stokes només és vàlida quan la velocitat del gas a la superfície de la partícula és zero. Per partícules petites (<1 μm) aquesta suposició no és vàlida. Es pot fer una correcció mitjançant el factor de correcció de Cunningham que sempre és major que 1. Influint aquest factor la relació entre la força de resistència sobre una partícula i la seva velocitat és:
{\displaystyle F_{D}={\frac {3\pi \eta Vd}{C_{c}}}}
On:
{\displaystyle F_{D}} la força de resistència sobre una partícula esfèrica
{\displaystyle \eta } és la viscositat del gas
{\displaystyle V} és la velocitat de la partícula
{\displaystyle C_{c}} el factor de correcció de Cunningham
Això ens permet calcular la velocitat terminal que sedimenta degut únicament a la gravetat en aire estàtic. Negligint els efectes de flotabilitat trobem:
{\displaystyle V_{TS}={\frac {\rho _{p}d^{2}gC_{c}}{18\eta }}}
On:
{\displaystyle V_{TS}} la velocitat terminal de sedimentació de la partícula.
La velocitat terminal també es pot derivar d'altres tipus de forces. Si la llei de Stoke llavors sosté que la resistència al moviment és directament proporcional a la velocitat. La constant de proporcionalitat és la mobilitat mecànica (B) de la partícula:
{\displaystyle B={\frac {V}{F_{D}}}={\frac {C_{c}}{3\pi \eta d}}}
Si una partícula viatja a una velocitat diferent a la seva velocitat terminal, s'hi acosta exponencialment segons la següent expressió:
{\displaystyle V(t)=V_{f}-(V_{f}-V_{0})e^{-{\frac {t}{\tau }}}}
On:
{\displaystyle V(t)} és la velocitat de la partícula a un temps t
{\displaystyle V_{f}} és la velocitat final de la partícula
{\displaystyle V_{0}} és la velocitat inicial de la partícula
Per tenir en compte l'efecte de les partícules no esfèriques, s'introdueix un factor de correcció a la llei de Stoke conegut com a factor de forma dinàmica. Es defineix com la relació de la força de resistència sobre la partícula irregular amb la de la partícula esfèrica amb el mateix volum i velocitat:
{\displaystyle \chi ={\frac {F_{D}}{3\pi \eta Vd_{e}}}}
On:
{\displaystyle \chi } és el factor de forma dinàmica

### Diàmetre Aerodinàmic
El diàmetre aerodinàmic d'una partícula de forma irregular es defineix com el diàmetre de la partícula esfèrica amb una densitat de 1000 kg/m3 que té la mateixa velocitat de sedimentació que la partícula irregular.
Menyspreant la correcció de lliscament, la velocitat terminal en què s'assenta la partícula és proporcional al quadrat del diàmetre aerodinàmic:
{\displaystyle V_{TS}={\frac {\rho _{0}d_{a}^{2}g}{18\eta }}}
on
{\displaystyle \ \rho _{0}} = densitat d'una partícula estàndard (1000 kg/m3).
Es pot demostrar que el diàmetre aerodinàmic ve donat per:
{\displaystyle d_{a}=d_{e}\left({\frac {\rho _{p}}{\rho _{0}\chi }}\right)^{\frac {1}{2}}}
El diàmetre aerodinàmic s'aplica normalment a partícules contaminants i medicaments inhalats per predir on es depositaran les partícules en entrar per via respiratòria. Les partícules de fàrmacs per via pulmonar es caracteritzen normalment pel diàmetre aerodinàmic en lloc d'emprar el diàmetre geomètric.

### Dinàmica
La discussió anterior se centra en les partícules d'aerosol individuals. En contrast, la dinàmica d'aerosols explica l'evolució completa de les poblacions d'aerosol. Les concentracions de partícules canviaran amb el temps com a resultat de molts processos. Els processos externs que mouen les partícules a través de la paret d'un volum de gas inclouen la difusió, la sedimentació gravitacional i la migració causada per forces externes com ara càrregues elèctriques.
Un segon conjunt de processos que són interns a un volum donat de gas són la formació de partícules (nucleació), l'evaporació o reacció química i la coagulació.
L'evolució de l'aerosol a causa d'aquests processos pot ser caracteritzada per una equació diferencial anomenada equació dinàmica Aerosol general (GDE).

{\displaystyle {\frac {\partial {n_{i}}}{\partial {t}}}=-\nabla \cdot n_{i}\mathbf {q} +\nabla \cdot D_{p}\nabla _{i}+\left({\frac {\partial {n_{i}}}{\partial {t}}}\right)_{growth}+\left({\frac {\partial {n_{i}}}{\partial {t}}}\right)_{coag}-\nabla \cdot \mathbf {q} _{F}n_{i}}
Canvi en el temps = transport convectiu + difusió browniana + interaccions gas - partícules + coagulació + migració per forces externes.
On:
{\displaystyle n_{i}} es la densitat del nombre de partícules segons categoria de mida {\displaystyle i}
{\displaystyle \mathbf {q} } es la velocitat de la partícula
{\displaystyle D_{p}} es la difusió d'Stokes – Einstein de la partícula
{\displaystyle \mathbf {q} _{F}} es la velocitat de la partícula associada a una força externa

#### Coagulació
Quan les partícules estan presents en un aerosol xoquen entre elles. Durant aquests xocs poden patir coalescència o agregació. Aquest procés condueix a un canvi en la funció de distribució aerosol nombre / grandària, amb la manera de creixement en diàmetre i la disminució en el nombre.

#### Dinàmica de règims
Hi ha tres dinàmiques de règims diferents que regeixen el comportament d'un aerosol, poden ser definides pel nombre de Knudsen de la partícula.
{\displaystyle K_{n}={\frac {2\lambda }{d}}}
On {\displaystyle \lambda } és el recorregut lliure mitjà de la suspensió de gas i {\displaystyle d} és el diàmetre de la partícula. Les partícules estan en el règim de lliure molecular quan Kn >> 1, aquestes partícules són petites en comparació amb el recorregut lliure mitjà de la suspensió de gas.
En aquest règim, les partícules interaccionen amb el gas de la suspensió a través d'una sèrie de col·lisions "balístics" amb molècules de gas. Com a tal, es comporten de manera similar a les molècules de gas, que tendeixen a seguir línies de corrent i ràpidament a través de la difusió de moviment brownià. L'equació de flux de massa molecular en el règim lliure:
{\displaystyle I={\frac {\pi a^{2}}{k_{b}}}\left({\frac {P_{\infty }}{T_{\infty }}}-{\frac {P_{A}}{T_{A}}}\right)\cdot C_{A}\alpha }
On a és el radi de la partícula, P∞ i PA són les pressions de lluny I de superfície de la goteta, kb és la constant de Boltzmann, T és la temperatura, CA és la velocitat mitjana tèrmica i α és el coeficient d'allotjament de massa.
En la derivació d'aquesta equació se suposa que la difusió i el coeficient de difusió són constants. Les partícules són al règim continu quan Kn << 1. En aquest règim, les partícules són grans en comparació amb el recorregut lliure mitjà de la suspensió del gas, significa que el gas en suspensió pot ser entès com un fluid continu que flueix al voltant de la partícula.
El flux molecular en aquest règim és:
{\displaystyle I_{cont}\sim {\frac {4\pi aM_{A}D_{AB}}{RT}}\left(P_{A\infty }-P_{AS}\right)}
on a és el radi de la partícula A, MA és la massa molecular de la partícula A, DAB és el coeficient de difusió entre les partícules A i B, R és la constant dels gasos ideals, T és la temperatura en kèlvins i P són les pressions en l'infinit i en la superfície, respectivament.
El règim de transició conté totes les partícules entre: la lliure molecular i els règims continus o Kn ≈ 1. Les forces experimentades per una partícula són una combinació complexa d'interaccions amb les molècules individuals del gas, i de les interaccions macroscòpiques. L'equació semi-empírica que descriu el flux de massa és:
{\displaystyle I=I_{cont}\cdot {\frac {1+K_{n}}{1+1.71K_{n}+1.33{K_{n}}^{2}}}}
On Icont és el flux de massa en el règim continu. Aquesta fórmula es diu fórmula d'interpolació Fuchs-Sutugin. Aquestes equacions no tenen en compte l'efecte d'alliberament de calor.

#### "Partitioning"

Condensació i evaporació

La teoria de partitioning governa la condensació i l'evaporació de les substàncies cap a, i des de, la superfície d'un aerosol, respectivament. La condensació de massa causa que el màxim de la distribució nombre/mida d'un aerosol creixi cap a diametres majors. Alternativament, l'evaporació fa decréixer aquesta distribució.
La nucleació és el procés de formació de massa d'aerosol a partir de la condensació d'un precursor gasós, específicament un vapor. Per tal que un vapor condensi, ha d'estar sobresaturat, és a dir, la seva pressió parcial ha de ser major que la seva pressió de vapor, això pot ocórrer per tres raons:
- Si la pressió de vapor del líquid és reduïda mitjançant disminuir la temperatura del vapor.
- Si reaccions químiques incrementen la pressió parcial del gas o redueixen la seva pressió de vapor.
- Si l'addició d'un altre vapor redueix l'equilibri de la pressió de vapor degut a l'Efecte Raoult

Hi ha dos processos de nucleació. Els gasos condensaran preferiblement sobre superfícies preexistents (partícules d'aerosol ja formades), que es coneix com a Nucleació heterogènia. Això causa que la distribució nombre/mida creixi cap a diàmetres majors amb nombre de concentració mantenint-se constant. Si la sobresaturació és prou gran, i no hi ha presents superfícies adequades, les partícules poden condensar en absència d'una superfície preexistent, que es coneix com a nucleació homogènia.

#### Activació
Es diu que els aerosols s'activen quan es recobreixen en aigua, normalment en la formació d'una gota d'aigua d'un núvol.
Seguint l'efecte Kelvin (basat en la curvatura de les gotes de líquid) les partícules més petites necessiten una humitat relativa ambient més alta per mantenir l'equilibri que la que tindria una gota gran. La humitat relativa en (%) per l'equilibri es pot determinar a partir de la següent fórmula:
{\displaystyle RH={\frac {p_{s}}{p_{0}}}\times 100\%=S\times 100\%}
On {\displaystyle p_{s}} és la pressió de vapor de saturació per sobre d'una partícula en l'equilibri (al voltant d'una goteta de líquid corbada), p0 és la pressió de vapor de saturació (superfície plana d'aquest líquid) i S és el radi de saturació.
L'equació de Kelvin per la pressió de vapor de saturació per sobre d'una superfície corba és:
{\displaystyle \ln {p_{s} \over p_{0}}={\frac {2\sigma M}{RT\rho \cdot r_{p}}}}
On rp radi de la goteta, σ la tensió superficial de les gotetes, ρ densitat del líquid, M la massa molar, T temperatura i R constant de gas molar.

## Generació

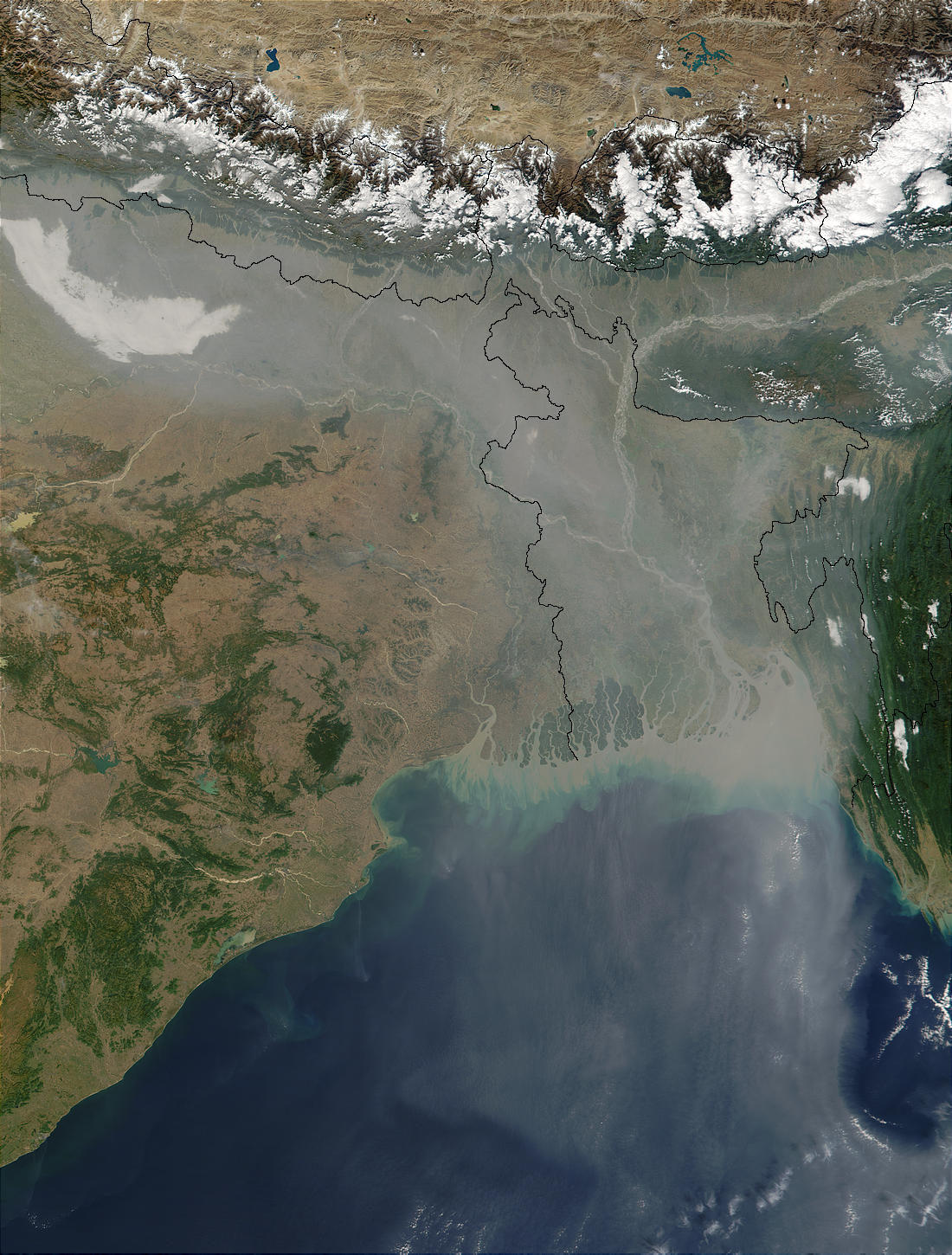
Aerosol contaminant al nord de l'Índia i Bangladesh.

Els aerosols són generats per una àmplia varietat d'usos: pel calibratge d'instruments, en recerca per la presa de mostra, per filtres d'aire, productes de consum com desodorants, pintures o pesticides. També té aplicacions en medicina per al tractament de malalties del sistema respiratori en els sistemes d'injecció de combustible.
Exemples de dispositius de generació d'aerosols: 
- Esprai
- Nebulitzador
- Electroesprai
- Generador d'aerosol d'orifici vibratori (VOAG)

## Detecció
Les mesures es poden dur a terme in situ o amb tècniques de teledetecció:
- Espectròmetre de masses d'aerosol (AMS)
- Analitzador de mobilitat diferencial (DMA)
- Mida aerodinàmica de les partícules (APS)
- Espectròmetre de partícules de mida ampla (WPS)
- Comptador de partícules de condensació (CPC)

Tècniques de teledetecció:
- Fotòmetre solar
- LIDAR

Mida selectiva de la mostra:
Les partícules es poden dipositar en el nas, la boca, la faringe i la laringe (la part superior del sistema respiratori), baixant a la zona pulmonar (des de la tràquea fins als bronquis terminals) o a la regió alveolar Quan les partícules d'aerosol es depositen en el sistema respiratori causen un fort impacte a la salut. Això ha dut a terme la creació de sistemes de captació de partícules d'aerosol que seleccionen les partícules d'aerosol que poden arribar al sistema respiratori Les fraccions toràciques, d'inhalació, i de respiració són les parts més afectades. La fracció que pot entrar en cada part del sistema respiratori depèn de la deposició de les partícules a les parts superiors d'aquest. La fracció de les partícules susceptibles a ser inhalades depèn de la proporció de les partícules en l'aire, que entren pel nas o per la boca, de la velocitat i la direcció del vent i del seu diàmetre aerodinàmic. La fracció toràcica és la proporció de l'aerosol ambiental que pot arribar al tòrax o al pit. La fracció respiratòria és la fracció de partícules de l'aire que poden arribar a la regió alveolar del sistema respiratori. Per a mesurar la fracció respiratòria de les partícules d'aire s'usa un recol·lector amb un filtre. Aquest recol·lector exclou les partícules de la mateixa manera que ho fa el sistema respiratori. Aquest filtre recull les partícules per a una posterior mesura. Normalment s'usa un cicló com a recol·lector però altres tècniques inclouen impactadors, elutriadores i filtres de membrana porosos.
Es diferencien els contaminants en fase gasosa dels aerosols o material particulat (PM de l'anglès particulate matter). Els aerosols es poden classificar segons la seva composició, la seva mida o el seu origen. La classificació segons la mida és la següent:
- PST: partícules en suspensió total. Són les partícules que es mantenen en suspensió i solen tenir una mida de menys de 30 micres.
- PM10: partícules respirables amb una eficiència del 50% de diàmetre aerodinàmic inferior a 10 micres.
- PM2,5: partícules respirables amb una eficiència del 50% de diàmetre aerodinàmic inferior a 2,5 micres.
- PM1: partícules respirables amb una eficència del 50% de diàmetre aerodinàmic inferior a 1 micra.

## Aplicacions
Hi ha una àmplia varietat d'usos tecnològics de l'aerosol. Aquests inclouen esprais d'aerosol per dispersió per productes de consum com desodorants, esprais de pesticides, tractament de malalties respiratòries en medicina i per la tecnologia de la combustió.
Aerosolteràpia és l'ús terapèutic de certs medicaments en forma d'aerosols: la boira inhalada penetra profundament a les vies respiratòries, on el medicament produeix una acció curativa local, i és absorbit, també, per l'organisme.

## Atmosfèric
L'atmosfera terrestre conté diferents tipus d'aerosols amb diferents quantitats de:
- Materials inorgànics naturals: pols, fum, sal de mar, gotes d'aigua.
- Materials orgànics naturals: pol·len, espores, bacteris.
- Productes de generació antropogènica a partir de la combustió com: fum, cendres o pols.

Els aerosols es poden trobar en els ecosistemes urbans en diverses formes:
- Pols
- Fum de cigarreta
- Boira d'esprais d'aerosols
- Sutge o fum d'escapament dels automòbils

Els aerosols presents a l'atmosfera produeixen gran impacte tant en el clima com en la salut humana.

## Efectes sobre la salut

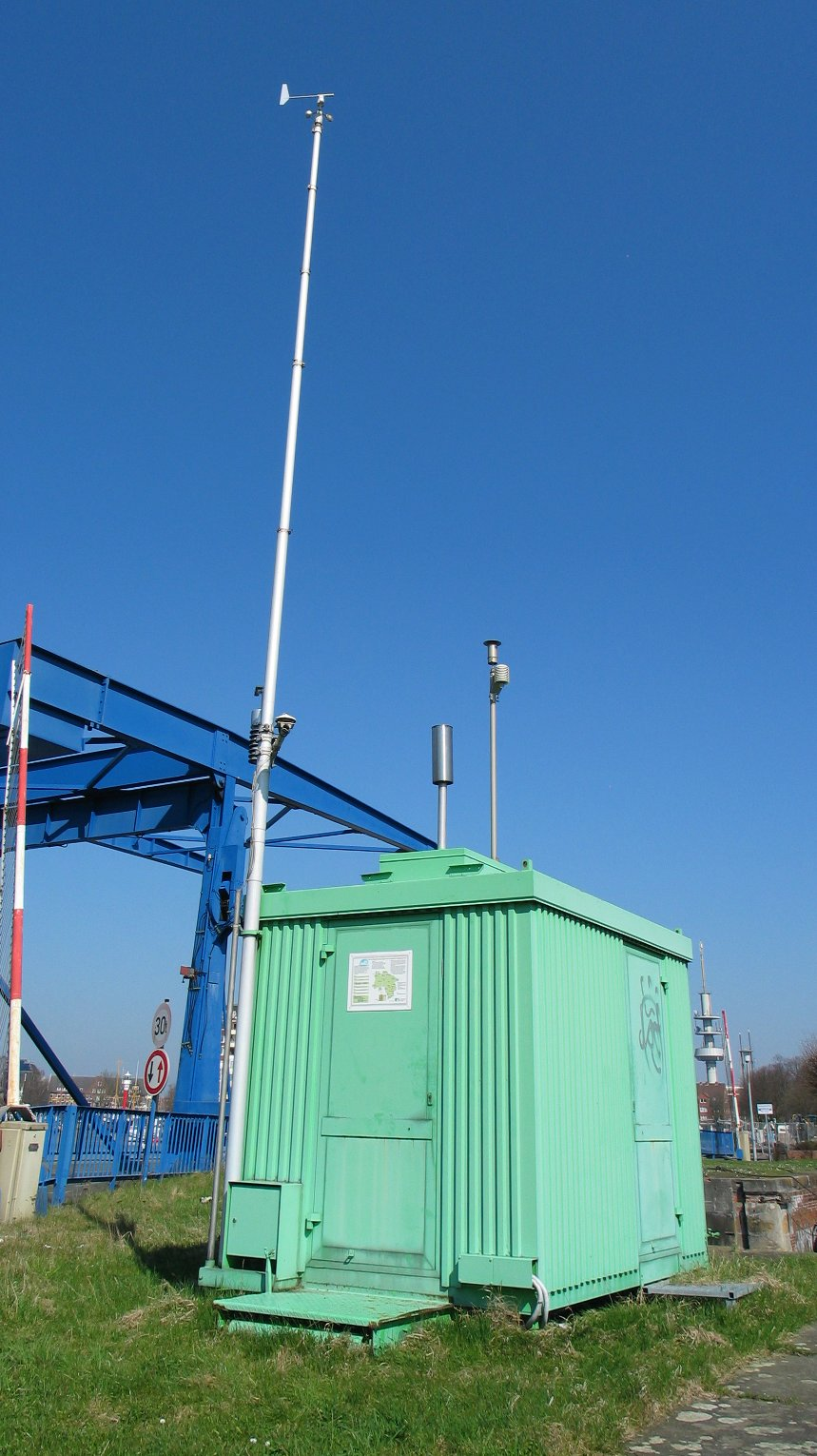
Estació de mesurament de contaminació a Emden (Baixa Saxònia)

Els efectes sobre la salut de la inhalació de partícules en suspensió han estat àmpliament estudiats en animals i en l'ésser humà. Alguns d'aquests efectes són asma, càncer de pulmó, problemes cardiovasculars, i mort prematura. La grandària de les partícules és un dels principals determinants que aquestes entrin en les vies respiratòries per inhalació. Les partícules més grans generalment es filtren en el nas i en la gola i no causen problemes, però les partícules de menys d'uns 10 micròmetres (PM10) poden instal·lar-se en els bronquis i en els pulmons i causar problemes de salut. La grandària de 10 micròmetres no representa una frontera estricta entre partícules respirables i no respirables, però és una grandària acceptada per la majoria dels organismes reguladors per al seguiment de les partícules en suspensió en l'aire. De la mateixa manera, les partícules de menys de 2,5 micròmetres (PM2,5) tendeixen a penetrar en l'intercanvi de gasos de les regions del pulmó, i les partícules molt petites (<100 nanòmetres) poden passar a través dels pulmons i afectar altres òrgans. En particular, un estudi publicat en el Journal of the American Medical Association (Diari de l'Associació Mèdica Americana) indica que les PM2,5 tendeixen a formar dipòsits en les artèries, causant inflamacions vasculars i l'arteriosclerosis, un enduriment de les artèries que redueix la seva elasticitat, la qual cosa pot conduir a atacs cardíacs i altres problemes cardiovasculars Els investigadors suggereixen que l'exposició a altes concentracions fins i tot a curt termini pot contribuir considerablement al desenvolupament de malalties de cor.
També hi ha proves que les partícules de grandària inferior a 100 nanòmetres poden travessar les membranes cel·lulars. Per exemple, les partícules poden migrar en el cervell. S'ha suggerit que les partícules poden causar danys en el cervell similars als oposats en pacients amb Alzheimer. Les partícules emeses pels motors moderns de gasoil (comunament coneguda com a matèria particulada de dièsel (Diesel Particulate Matter o DPM en anglès) tenen comunament grandàries entorn dels 100 nanòmetres (0,1 micròmetres). A més, aquestes partícules de sutge poden transportar components potencialment carcinogens, com els benzopirens, adsorbits en la seva superfície. Cada vegada és més evident que aquells límits legislatius per als motors que s'estableixen en termes de massa d'emissions no constitueixen una mesura adequada dels perills per a la salut. Una partícula de 10 µm de diàmetre té aproximadament la mateixa massa que 1 milió de partícules de 100 nm de diàmetre, però és evident que és molt menys perillosa, ja que és poc probable que entri en les vies respiratòries d'un cos humà i si ho fes seria eliminada ràpidament. Existeixen propostes de nous reglaments en alguns països, amb propostes per limitar l'àrea superficial de les partícules o el nombre de partícules.
La relació entre un nombre més gran de morts i de malalties amb la pol·lució per partícules va ser demostrada per primera vegada a principis dels anys 1970 i s'ha demostrat diverses vegades des de llavors. S'estima que la pol·lució per partícules causa entre 22.000 i 52.000 morts a l'any en els Estats Units (des de 2000).